# Michael Gandolfini
Michael Gandolfini (* 1999) ist ein US-amerikanischer Schauspieler.

## Leben
Gandolfini wurde 1999 als Sohn des Schauspielers James Gandolfini und dessen Ehefrau Marcy Wudarski geboren. Sein durch die Fernsehserie Die Sopranos international bekannt gewordener Vater riet seinem Sohn davon ab, Schauspieler zu werden. Er empfahl ihm eher eine Karriere im Sportbereich oder wenn schon in der Unterhaltungsbranche, dann als Regisseur.
Nach dem Tod seines Vaters im Juli 2013 überdachte Gandolfini seine Entscheidung, gab das Football-Spielen auf und begann später damit, Schauspielunterricht zu nehmen. Danach studierte er an der New York University. Ab dem Jahr 2018 war Gandolfini in ersten Film- und Fernsehproduktionen zu sehen. Im Sopranos-Prequel The Many Saints of Newark, welches die Vorgeschichte zur Serie erzählt, übernahm er die Hauptrolle des zuvor von seinem Vater verkörperten Tony Soprano. Danach folgte eine Rolle in Anthony und Joe Russos Kriminaldrama Cherry – Das Ende aller Unschuld.

## Filmografie
- 2015: Flower (Kurzfilm)
- 2018: Ocean’s 8
- 2018–2019: The Deuce (Fernsehserie, 10 Episoden)
- 2019: The Boy, the Dog and the Clown
- 2020: Acting for a Cause (Fernsehserie, 1 Episode)
- 2020: Youngest
- 2021: Cherry – Das Ende aller Unschuld (Cherry)
- 2021: The Many Saints of Newark
- 2022: The Offer (Fernsehserie, 1 Episode)
- 2022: The Independent
- 2023: Cat Person
- 2023: Landscape with Invisible Hand
- 2023: Beau Is Afraid
- 2024: Bob Marley: One Love
- seit 2025: Daredevil: Born Again (Fernsehserie)
- 2025: Warfare